# 开罗宣言
《开罗宣言》（英語：Cairo Declaration）是美國總統羅斯福，中國國民政府軍事委員會委員長蒋中正和英國首相丘吉爾於第二次世界大战后期的1943年11月23日至11月27日，在埃及首都开罗舉行會議後，在1943年12月1日所發表的对日作战的新聞公報（Press Communiqué）的通稱。
中華民國方面收藏之原件原由外交部保管，目前寄放於國立故宮博物院典藏，計英文一頁。美國方面將原件「開羅公報」（Cairo Communiqué）存於美國國家檔案局（RG59），美國國務院出版的《1776-1949美國條約和其他國際協定彙編》則收錄了內容相同而標題為「1943年第一次開羅會議」（First Cairo Conference, 1943）的文件。日本方面在國立國會圖書館存有「開羅公報」（Cairo Communiqué）。

## 背景
1943年8月，英國首相邱吉爾和美國總統羅斯福在加拿大魁北克会议中，讨论战后国际秩序重建的问题。之后，罗斯福策划召开中、英、蘇及美四国首脑会议。但是苏联與日本訂有蘇日互不侵犯條約（签署于1941年4月13日，最终蘇聯于1945年4月5日單方面宣佈廢止，並於8月出兵攻擊滿洲國、樺太島南部和日屬朝鮮），表示斯大林不参加有蒋中正與會的国际会议。最後罗斯福与丘吉尔商定，将四国会议分成两部分召开。第一部分是没有斯大林参加的美、英、中在埃及舉行的开罗会议。第二部分是没有蒋介石参加的英國、美國、蘇聯在伊朗舉行的德黑兰会议。為徵求斯大林的意見，開羅會議所制訂的新聞公報（Press Communiqué）並未簽字，而開羅會議結束後第二天（1943年11月30日），羅斯福、丘吉爾即刻前往德黑蘭，同斯大林會晤。當邱吉爾詢問史達林是否已看過在開羅會議所制訂的公報，史達林回答稱他「完全」贊成「公報及其全部內容」，並明確表示：這一決定是「正確的」，「朝鮮應該獨立，滿洲、台灣和澎湖等島嶼應該回歸中國」。翌日，中美英發布「新聞公報」（Press Communiqué），即一般常說的《開羅宣言》。

## 主要内容
- 中、英、美三国坚持对日作战直到日本无条件投降为止。
- 日本歸還自第一次世界大战以来在太平洋区域所占的一切岛屿。
- 日本自中国人所竊取的所有领土，比如滿洲、台湾及澎湖群岛，應該歸還給中華民国。
- 我三大盟国稔知朝鲜人民所受之奴隶待遇，决定在相当时期，使朝鲜自由与独立。

## 議定過程
美國起草
美國總統特別助理霍普金斯在三巨頭會談的基礎上起草了「公報」（Communiqué）草案。關於日本歸還臺灣給中華民國的問題，其擬初稿明確表示：「被日本人背信棄義地所竊取於中國人之領土，例如滿洲和臺灣，應理所當然地歸還中華民國。」
中英討論稿
英國代表賈德幹爵士在參加修改意見時建議將草案中的“歸還中華民國”改為“當然必須由日本放棄”，雙方就此進入討論是否動筆修改原文。
中華民國代表王寵惠，以外交部長名義隨蔣介石出席開羅會議，據理力爭歸還中華民國段落，獲得美國代表霍普金斯附議中華民國，後來將公報草案的文字表述為：“被日本所竊取于中華民國之領土，特別是滿洲和臺灣，應歸還中華民國。”這一文本刪去了美方文本中語氣較強的“背信棄義”和“理所當然”兩個片語。
邱吉爾修改定稿
邱吉爾本人，又對公報草案文字進一步作了修改，將文中的“特別是”改為“例如”，又在“滿洲和臺灣”兩個地名後，加上了“澎湖”。「新聞公報」（Press Communiqué）就這樣定稿了。（羅斯福和邱吉爾修改稿的影印件載於《美國對外關係文件》第6冊）
史達林也表示同意
為徵求斯大林的意見，此新聞公報（Press Communiqué）並未簽字，而開羅會議結束後第二天（1943年11月30日），羅斯福、丘吉爾即刻前往德黑蘭，同斯大林會晤。當邱吉爾詢問史達林是否已看過在開羅會議所制訂的公報，斯大林回答稱他「完全」贊成「公報及其全部內容」，並明確表示：這一決定是「正確的」，「朝鮮應該獨立，滿洲、台灣和澎湖等島嶼應該回歸中國」。
發表
第二天，即1943年12月1日，白宮向外界公佈了一項文件，名為「Press Communiqué」（新聞公報）。文件名稱中無「開羅」或「宣言」等用詞，而後來該文件則被改稱為「開羅宣言」。

## 有關的正式條約

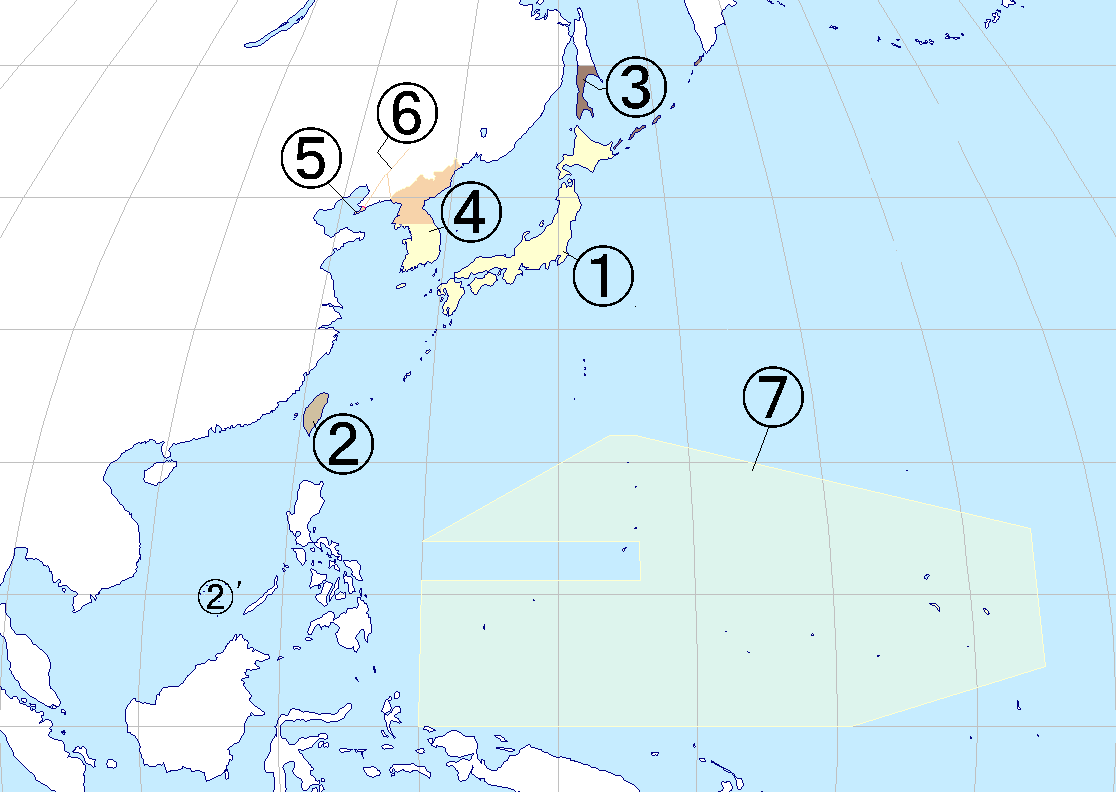
同盟國軍事佔領示意圖（圖片中只收入當時的日本領土），由盟軍統帥麥克阿瑟發佈《一般命令第一號》統一分配各盟國佔領地，其中包含台灣。

依照國際法慣例，世界各國領土的轉移需要正式的條約作為依據，始發生領土轉移的法律效果。以下為與開羅宣言內容有關的條約及其內文。

### 舊金山和約
1952年4月28日生效
- 第二條：
  - 日本承認朝鮮獨立並予以放棄對朝鮮包括濟州島、巨文島與鬱陵島等島嶼的一切權利、權利名義與要求。
  - 日本放棄對台灣、澎湖等島嶼的一切權利、權利名義與要求。
  - 日本放棄對千島群島、1905年9月5日獲得之庫頁島部分，以及鄰近各島嶼的一切權利、權利名義與要求。
  - 日本放棄國際聯盟委任統治相關的一切權利、權利名義與要求，同時接受聯合國安全理事會於1947年4月2日所採取有關日本前述太平洋島嶼委任統治地之信託統治安排。
  - 日本放棄因為日本國家或國民在南極地區活動所衍生的一切權利、權利名義與要求。
  - 日本放棄對南沙群島與西沙群島的一切權利、權利名義與要求。
- 第三條：
  - 日本同意美國對北緯 29 度以南之西南群島（含琉球群島與大東群島）、孀婦岩南方之南方各島（含小笠原群島、西之與火山群島），和沖之鳥島以及南鳥島等地送交聯合國之信託統治制度提議。在此提案獲得通過之前，美國對上述地區、所屬居民與所屬海域得擁有實施行政、立法、司法之權利。

### 中日和約
1952年8月5日生效

1972年9月29日日本片面宣布廢止（因日本改承認中華人民共和國政權為中國代表政府）
- 第二條：
  - 茲承認依照公曆一千九百五十一年九月八日在美利堅合眾國金山市簽訂之對日和平條約（以下簡稱金山和約）第二條，日本國業已放棄對於臺灣及澎湖群島以及南沙群島及西沙群島之一切權利、權利名義與要求。
- 第四條：
  - 茲承認中國與日本國間在中華民國三十年即公曆一千九百四十一年十二月九日以前所締結之一切條約、專約及協定，均因戰爭結果而歸無效。
- 第十條：
  - 就本約而言，中華民國國民應認為包括依照中華民國在臺灣及澎湖所已施行或將來可能施行之法律規章而具有中國國籍之一切臺灣及澎湖居民及前屬臺灣及澎湖之居民及其後裔；中華民國法人應認為包括依照中華民國在臺灣及澎湖所已施行或將來可能施行之法律規章所登記之一切法人。

### 中日和平友好條約
1972年，《中日联合声明》发表，中华人民共和国与日本国建交；1978年，缔结《中日和平友好條約》。其中，《联合声明》第3条重申《波茨坦公告》第8条立场（“《開羅宣言》之條件必將實施”），而具法律效力的《中日和平友好条约》中则載明“联合声明所表明的各项原则应予严格遵守”。

### 日韓基本關係條約
韓國是承認開羅宣言，但沒有簽舊金山和約。
《開羅宣言》要求使朝鮮獨立。韓國認為，韓國的獨立首次得到國際保障。因此當然承認開羅宣言。但由於朝鮮民主主義人民共和國與大韓民國因為朝鮮半島唯一合法政府的代表權問題，未簽署《舊金山和約》。直至1965年6月22日，韓國才與日本簽訂《日韓基本關係條約》。
在韓日關係正常化的談判過程中，韓國方面主張盟國在開羅宣言中明確表示韓國的奴隸地位，是因為日本總督政府通過警察政治的壓力和耗盡自然資源，奴役朝鮮人民，要求日本承諾其錯誤，日本方面的代表久保田貫一郎則希望戰後不用多提開羅宣言裡面激烈的詞句。另外，因為韓國沒簽舊金山和約，韓國方面不認為要等簽和約才叫做韓國獨立。以此質問日本。日本方面則表示：日本批准了“開羅宣言”中所述的韓國獨立政策，並簽署了降書，就已經認同要讓韓國獨立。但自那以後日本人被盟國占領，並不是一個完全主權的國家，所以才延誤批准韓國獨立。認為這是國際法上的特殊例子。。

### 日本國與印度尼西亞共和國和平條約
由於《開羅宣言》要求日本歸還自第一次世界大戰以來在太平洋區域所占的一切島嶼；所以印度尼西亞島嶼應歸還。
印度尼西亞於1949年12月27日脫離荷蘭正式宣布獨立，印度尼西亞雖然簽署了《舊金山和約》；卻沒有批准和約，所以《舊金山和約》對印尼並未生效。1958年1月20日印度尼西亞與日本雙方，於雅加達另外簽署了《日本國與印度尼西亞共和國和平條約》。

## 法律效力爭議

### 肯定觀點
此方观点认为《开罗宣言》等同国际条约，具有法律约束力。
典型论述罗列如次：
1. 《開羅宣言》其後並經《波茨坦公告》（Potsdam Proclamation）和日本《降伏文書》（Japanese Instrument of Surrender）援用，因此是具有法律實質拘束力之條約協定。1945年7月26日中華民國、美國、英國、與蘇聯共同發布的《波茨坦公告》第8條明定「《開羅宣言》的條件，必須實施，而日本之主權將限於本州、北海道、九州、四國，及吾人所決定之其他小島」。1945年9月2日日本天皇向盟軍統帥無條件投降所簽署的日本《降伏文書》第1條及第6條中，亦明白宣示接受《波茨坦公告》。
2. 質疑《開羅宣言》效力者，通常認為該宣言非條約，或未經簽署而否定其效力，但根據《維也納條約法公約》第二條「稱條約者，謂國家間所締結而以國際法為準之國際書面協定，不論其載於一項單獨文書或兩項以上相互有關之文書內，亦不論其特定名稱如何」，名稱並不影響條約的特性。國際法院1978年「愛琴海大陸礁層案」中指出，聯合公報亦可成為國際協定。在西方國家最流行之國際法教本，前國際法院院長詹寧斯改寫的《奧本海國際法》第一卷第九版也說明「一項未經簽署和草簽之文件，如新聞公報，也可以構成一項國際協定」[16][17]。
3. 在1933年4月15日常設國際法院對東格陵蘭島的判決中亦指出，一國外交部長對於外國公使在其職務範圍內的答覆，應拘束其本國。因此《開羅宣言》為三國領袖所所發表之正式宣言，在法律上對三國具有拘束力。[16]
4. 開羅宣言原文收錄在美國國務院出版的《1776－1949美國條約和其他國際協定彙編》第3冊（Charles I. Bevans, Treaty and Other International Agreements of the United States of America 1776-1949, vol. 3, multilateral, 1931-1945, Washington, D.C.: US）[18]。因此就美國政府而言，《開羅宣言》是具有法律上拘束力的文件。
5. 中華民國前總統馬英九指出：「《開羅宣言》、《波茨坦公告》與《日本降書》——構成中華民國光復臺灣的法律基礎。美國一向將此三項文件視為具有拘束力的國際條約或協定，而非僅僅是戰時政策性的聲明而已，因為這些文件的內容，都是盟國國家元首彼此或與日本天皇共同在他們職權範圍內代表國家對重大議題所作的具體承諾，在國際法與外交實務上，對他們的國家當然具有拘束力。因此美國將《開羅宣言》、《波茨坦公告》與《日本降書》分別列入《1776－1949美國條約和其他國際協定彙編》（Treaties and Other International Agreements of the United States of America，1776－1949）、《美國法規大全》（United States Statutes at Large），《日本降書》也編入《聯合國條約集》（United Nations Treaty Series），對參與或簽署的國家（即中、美、英、蘇、日），甚至世界其他國家均具有法律拘束力。我國當然也將這些文件視為國際條約，對中華民國與日本都具有拘束力。有些人以為這些文件只是「新聞公報」，是相當嚴重的誤解。」[19]

### 否定觀點
此方观点否定《開羅宣言》的有效性，或存在性，或認為只是新聞稿性質，并非国际条约。
典型论述罗列如次：
1. 世界上沒有定名為《開羅宣言》的宣言。俗稱為「開羅宣言」的文件只是一項新聞公報，英語文獻記載的標題為Press Communique。（如杜正勝意見[20]、沈建德意見[21]）
2. 《開羅宣言》最後並無正式簽字。（如李筱峰、薛化元意見[22]）
3. 《開羅宣言》只是新聞公報，既非條約，也非行政協定，不能片面終止《馬關條約》賦予日本的臺灣主權。（如中華民國國史館館長林滿紅[23]、邱吉爾外孫女艾瑪·蘇姆斯（英语：Emma Soames）[24]、台灣人公共事務會[25]意見）
4. 《開羅宣言》只是意思表示，沒有法律效果。（如彭明敏意見[26]）
5. 《開羅宣言》只是同盟國戰時對日本的心戰喊話，台灣地位要以後續的和約為準，而《舊金山和約》簽署後，《開羅宣言》就不再具有任何意義。（如呂秀蓮意見[27][28]）

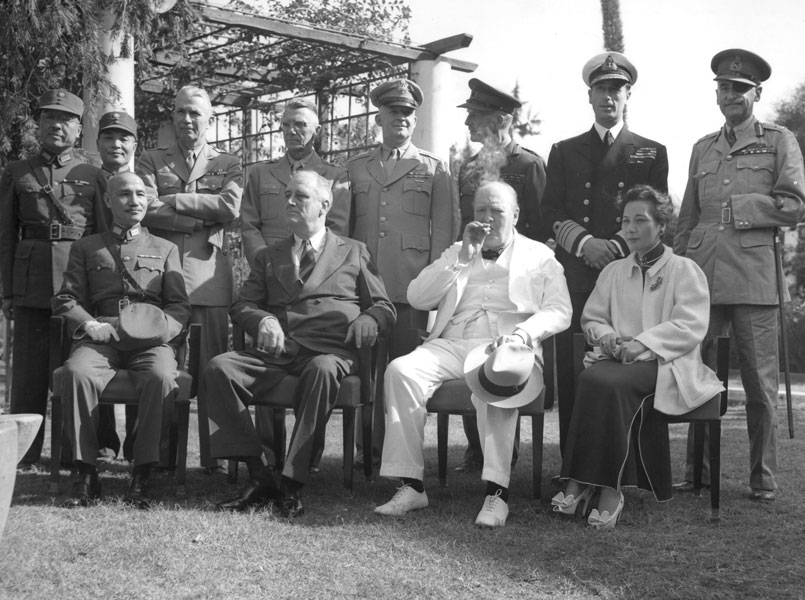
前排依序：中國國民政府軍事委員會委員長蔣中正、美國總統羅斯福、英國首相丘吉尔、中國蔣宋美齡。後排依序：中國的商震與林蔚；美國的布里恩·薩默維爾、約瑟夫·史迪威、亨利·阿諾德；與英國的約翰·格瑞爾·迪爾、路易斯·蒙巴頓、阿德里安·卡爾東·德維亞爾，攝於1943年11月25日（這張是三國與會將領，也就是軍服組的合照。另有一張三國與會外交文官，也就是西服組的合照）

6. 紐約時報於1955年2月2日報導：「邱吉爾說開羅福爾摩沙宣言已經過時（Cairo Formosa Declaration Out of Date, Says Churchill）」（詳見紐約時報網站連結）[29][30]。前一日，邱吉爾在英国下议院答覆議員質詢時，表示《开罗宣言》仅是一份共同声明（This was, in fact, the Cairo Declaration of 1st December, 1943. It contained merely a statement of common purpose.）[31]。
7. 英國外交政務次官（英语：Parliamentary Under-Secretary of State for Foreign Affairs）羅賓·特頓（英语：Robin Turton, Baron Tranmire）於1955年5月4日在英國國會下議院答覆質詢時說：開羅宣言是以「意向聲明」（a statement of intention）的形式表達的，因為僅僅是意向聲明，所以它本身無法移轉主權，臺灣主權直到1952年都屬於日本，當時的臺灣在1945年時被委託（entrusted）給中華民國做為軍事佔領（military occupation）行使治理。[32]
8. 開羅宣言並非國際條約，因為其「格式」與正式的國際條約明顯不符。開羅宣言通篇文字非以法律模式，用語像戰時宣傳文件，而非法律文件[33]，如此一個精神喊話式的聲明，若要被拿來當成正式的外交文件勢必會衍生出許多問題[34]。《開羅宣言》只是同盟國基於戰爭勝利與軍事需要，片面發表的政策性聲明，不具國際法效力；而戰後的《舊金山和約》不但有戰勝的同盟國參加，而且戰敗國日本也參與其中，因此《舊金山和約》在國際法上有非常重大的意義，其法律位階遠高於其他國際文件[35]。
  - 美國國家檔案局表示開羅宣言非國際條約，國家檔案局的柯爾茲（Michael J. Kurtz）解釋，根據國家檔案局的規定，所有的國際條約、行政協定或是一般條約與其他協定等文件均有其專屬的特定號碼，由國務院一併交由檔案室保管，他們無法在「國際條約」的檔案中找到一九四三年的開羅宣言（The National Archives and Records Administration has not filed this declaration under "Treaties."）。[25]
  - 1961年3月15日，在日本國會參議院第38回預算委員會（日语：予算委員会）上，日本共產黨議員岩間正男提出臺灣已依开罗宣言、波茨坦宣言、降伏文書歸屬於中國的論點時，日本外務大臣（即外交部長）小坂善太郎回應：「波茨坦宣言中載明開羅宣言的規定必須履行，而我方依據降伏文書，宣佈將遵守波茨坦宣言。但是，所謂的降伏文書，具有的是停戰協定的性質，並不具有處分領土的性質。」[36]
  - 1971年4月28日，美國國務院發言人布瑞在記者會上表示，美國認為臺灣地位未定，《開羅宣言》和《波茨坦宣言》是同盟國的意向聲明，從未正式執行。[37]
  - 1975年，美國出版《1776-1949美國條約與其他國際協定增補索引》，將1968年的《1776-1949美國條約和其他國際協定彙編》與其他八種法規合而為一，按法律效力分成五種：條約系列（TS）；執行協定系列（EAS）；條約與其他國際方案（TIAS）；美國條約與其他國際協定（UST）；增補美國明顯適法性質國際文件（AD）。前四種具法律效力，後一種不具有，僅具有適法性質。開羅宣言、波茨坦公告被歸類為AD類的AD462、AD495。[38]
  - 美國國務院每年出版的《有效條約彙編》中都有《對日和平條約》，卻沒有開羅宣言。[39][40]
  - 《維也納條約法公約》所提的是「協定」（agreement）和「正式文書」（instrument），而不是新聞公報（Press communiqué），二次大戰期間，類似開羅宣言或《波茨坦宣言》的新聞公報總計有十四項，這些新聞公報是法律位階不高的「政治主張」或「政治宣言」，任意套用沒有法律效力的「新聞公報」使變成「協定或正式文書」的法律文件，是嚴重的錯誤與誤導[41]。